# بشير قبطي
بشير قبطي (11 آب 1929 - 20 آذار 2016) هو شاعر وكاتب وناشر فلسطيني لبناني.

## حياته

### نشأته
ولد في مدينة يافا، فلسطين في 11 أغسطس 1929، في عائلة مؤلفة من ستة صبيان وثلاث فتيات. كان والده أستاذاً للغة العربية والرياضيات للصفوف العليا في المدرسة الحكومية في يافا، ووالدته كانت تتقن ثلاث لغات بما فيها الألمانية.
دَرَسَ في مدرسة المطران غُوباتْ في القدس حتى العام 1948 حيث تأزمت الأحداث في فلسطين، وبسبب استمرار العدوان، هاجَرَ مع أهله إلى عمان- الأردن، حيث توظّفَ في هيئة الأمم وبعدها في وزارة المالية. ثمّ هاجر من جديد إلى بيروت حيث درَّسَ في المدرسة الوطنية في الشويفات.

### دراسته الجامعية
أثناء تدريسه في مدرسة الشويفات استأذن المدير الأستاذ رالف بستاني كي يسمح له أن يُتَمِّمَ دراسته العليا، فأذن له أن ينتسب إلى جامعة القديس يوسف اليسوعية عام 1961، واستمر حتّى نال شهادة «دبلوم في الأدب» لمرحلة جامعية كاملة عام 1964.

### وحياته المهنية
درَّسَ في مدرسة الشويفات اللغة والآدب والفلسفة العربيّة وتاريخ العلوم عند العرب مدة خمسة عشر عاماً كما علّم للصفوف التكميلية رياضيات. وانتقل إلى الانترناشيونال كوليدج (I.C.) في عام 1977 ليدرّس الفلسفة وتاريخ العلوم عند العرب حتى العام 1998 حين تقاعد. وما قاله فيه تلاميذته«كان بشير قبطي معلما عظيما» و«أعطى معنى وهدف لنا جميعا»

### العائلة
الشاعر متزوج من فيوليت جريديني، من بلدة مجدلونا - إقليم الخروب-الشوف، لبنان، وله منها ثلاثُ بناتٍ وصبيٌ واحدٌ، وله عشرة أحفاد.

## مؤلفاته

### دواوينه الشعرية
- اللهب الثائر: ديوان شعر منوع من وطنيات وغزليات
- صقيع تحت الشمس: ديوان شعر منوع من وطنيات وغزليات
- كتاب ترانيم روحية
- قصة الخلق: ملحمة شعرية من آدم حتى حلول الروح القدس. (منشورات دار عشتروت)
- ديوان البشير: يحتوي قصائد تسير مع الزمن، منها اجتماعي وثقافي وإنساني وغزلي وسياسي [3]

### كتبه المنشورة
- أبحاث فلسفية: كتاب فلسفة يحتوي على عدد من المواضيع بحسب منهج البكالوريا.
- تاريخ العلوم عند العرب: كتاب يبحث في تطور العلوم عند العرب بحسب المقرر في الباكالوريا. وما وصل إليه العرب في العصر العباسي المزدهر، يبحث في موضوعي الرياضيات والطبيعيات مشيرا إلى الروابط بين القديم والحديث، مبينًا تقدم العرب في العلوم.
- القاموس في الصرف والنحو والاعراب: ويقع في ستمئة صفحة، يعالج القواعد علاجًا منطقيًا، يُوْصل القارئ إلى استنتاج القاعدة لا فرضها عليه
- تمهيد لبحث تاريخ فلسطين قبل المسيح: يلقي الضوء على فلسطين وشعبها منذ فجر التاريخ، كاشفاً المراحل التي مرّت فيها خلال تقصّي تطور شعبها والحروب المختلفة التي أدت إلى استلاب الأرض. وقد كتب باللغتين العربية والإنكليزية
- المسيحية في الشعر الجاهلي: كتاب يبيّن عقيدة الشاعر وتفاعله مع القبلية
- كتاب صلوات تعبديّة

### المعدّ للنشر
- الفلسفة اليونانية: تمهيد لدراسة الفلسفة العربية
- روايات: منها وعد بلفور

## نماذج شعرية
مُهْجَتي مِزَقُ
- قصيدة «مُهْجَتي مِزَقٌ» تتكلم عن أمة تحيا بلا حلم وتعيش على ماضيها:

| بشير قبطي | يا أمةً تحيا بلا حُلُمِ تَجْتَرُّ ماضيها بلا سَأَمِ كانَتْ بحرفِ الضّادِ شامِخةً وتمَيّزتْ مِنْ سائِرِ الأُمَمِ بلِسَانِها وتُرَاثِها وبِما يَلْتَفُّ مِنْ رَحِمٍ على رَحِمِ واليومَ لا رَحِمُ إلى رَحِمٍ شوقاً تَحِنُ ولا دَمٌ لِدَمِ فِرَقاً مُبَدَدَةً مُشَتَتَةً أضْحَتْ بلا رَدْعٍ ولا لُجُمِ | بشير قبطي |

لهبٌ جَائح
- قصيدة «لهبٌ جَائح» قصيدة غزل من ديوان اللهب الثائر عام 1953 :

| بشير قبطي | يا قِبْلتي أخشى الحياةَ من الفراق المؤلمِ أخشى عليكِ بأنْ تراكِ اليومَ عينُ متيَّمِ وأغارُ إنْ عَبِثَ النسيمُ بَصَدْرِكِ المُتَلَثِمِ وأرى النسيمَ بناظرِي مِثْلَ المحبِّ المغرَمِ | بشير قبطي |

إلى فيروز
- قصيدة «إلى فيروز» قصيدة ثورية وطنية من ديوان صقيع تحت الشمس (1970) مهداة إلى الشاعر س. ع:

| بشير قبطي | هَيَّجْتِ شُعُوري بالغَضَبِ بالغَضَبِ السَاطِعِ باللَّهِبِ بالنَقْمَةِ عَرْبَدَ مِرْجَلُها وتَأَجَّجَ يَأكُلُ مِنْ عَصَبِ أهْلي في القُدْسِ وفي يافا وجِنينَ وحَيْفا والنَّقَبِ أفْوَاهُ جِراحٍ داميِةٍ وحُدَاءُ أنينٍ مِنْ وَصَبِ رَقَصَ الأعْداءُ عَلى نَغَمِ الآهاتِ وتاهوا مِنْ طَرَبِ | بشير قبطي |

## آراء ونقد للشاعر
إنّ ما قاله عنه الأستاذ ملك عبد العزيز في قصيدة «ماذا يريد الداخلون؟» من الجزائر يا فرنسا، في معرض نقده لصحيفة الآداب وتنقله مجلّة النشرة (صفحة 1134 عن مجلة الآداب سنة 1957):
«يتحدّث الشاعر أيضًا عن شعب الجزائر ولكن في حماسة دافقة وإيمان لا يتزعزع بمستقبله ومستقبل العرب جميعًا»
ويتابع ملك عبد العزيز فيقول:
"والقصيدة ليست من الشعر الحرّ فهي تتخذ البيت أو شطره وحدة للقصيدة وتلتزم بذلك، ويخيل أن هذا الشعر أكثر ملاءة لقصائد المعارك من الشعر الحرّ.
والشاعر ذو طاقة شعرية - خطابية قوية تعيد إلى ذهنك أصداء شعر المتنبي. وشعره حار غنيّ بالحماسة والرنين الموسيقي مما يلائم الموضوع وهذا الرنين يشمل القارئ ويحمله فوق موجة الدافق فلا يكاد يستطيع التوقف ليتأمل صورة أو يزيد معنى الاّ بشيءٍ من مشقة، ويقول:
لا زلـت شـوكًا فـي حلـوق البغـي يـا شـعب الجزائر،
تروى غليل الشمس... من قبل... على لقيا البـواتر
وفي قصيدة من أين أنت مقطع يجب أن ننوه به:
أنا من فلســطينَ الذبيحِ ومن شموخ الأرز ذاتي
مـنْ غُوطـة الثـوّار من صـرح الصناديد الأبـاةِ
مـن مشرقِ الأردنّ والـيمنِ المنـاضــل للحيـــاةِ
ومـنَ الحجـاز مقـرِّ وحـْيِ المنـزلاتِ البيّنـــاتِ
والمغـربِ العربــيّ والنيــل المخلّـدِ والفــراتِ